# Grotten von Vallorbe

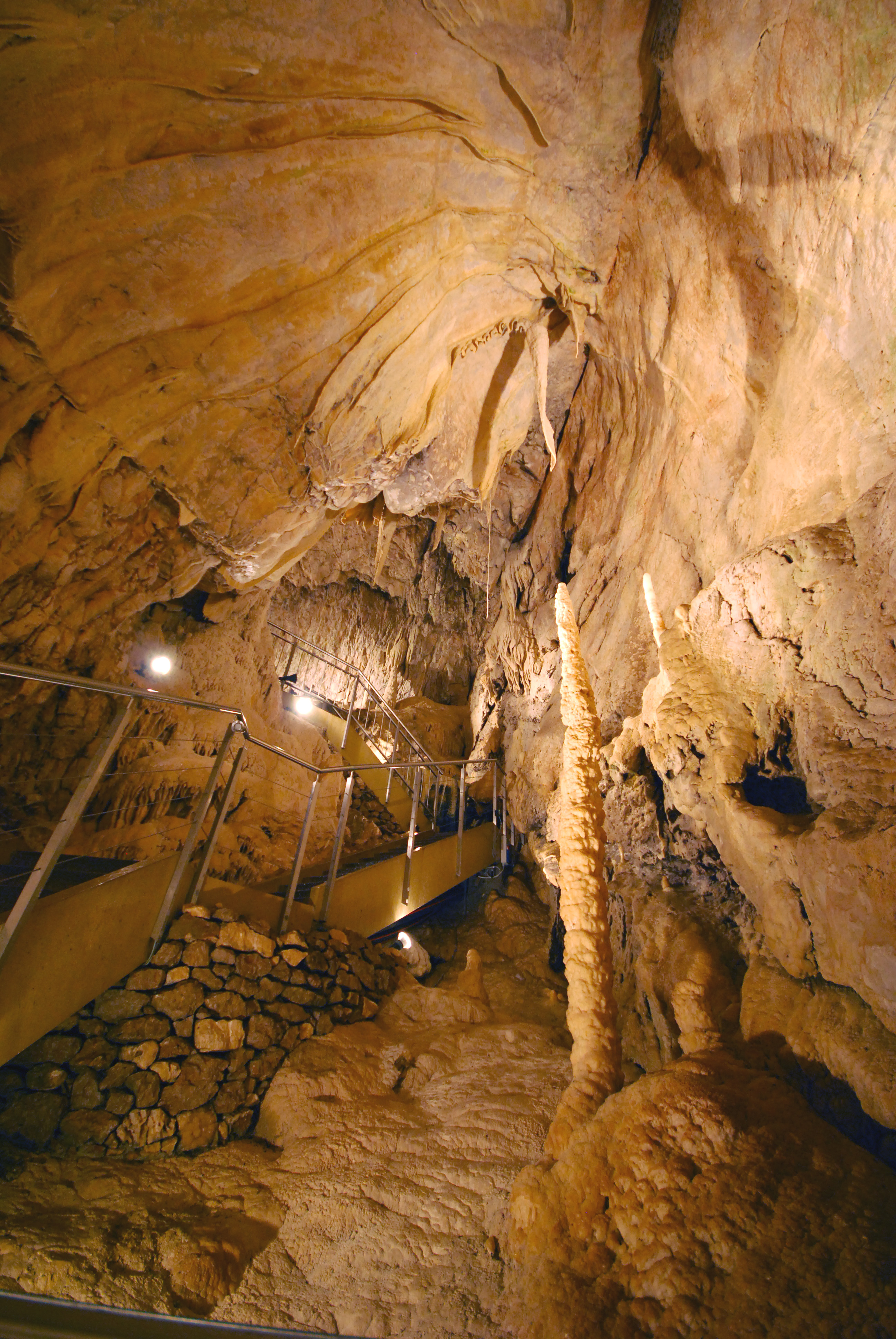
Abstiege in der Grotte

Die Grotten von Vallorbe (oder auch Grotten der Orbe) befinden sich bei der Quelle der Orbe (Source de l’Orbe) in Vallorbe, im Kanton Waadt, in der Schweiz.

## Urgeschichte
Vor 150 Millionen Jahren war die Gegend mit einem Meer bedeckt und glich einer Insellandschaft. In nachfolgenden 10 Millionen Jahren wurden etwa 200 Meter Kalk abgelagert, die als Basis für die Formationen in der Grotte dienen. In den weiteren 120 Millionen Jahren kamen weitere Schichten, wie beispielsweise Sandstein, Mergel und Tonerde dazu. Vor etwa sieben Millionen Jahren zog sich das Meer endgültig aufgrund tektonischer Veränderungen zurück. Die Grundvoraussetzungen für die Grotten von Vallorbe waren geschaffen.

## Entdeckung des Höhlensystems
Gegen Ende des 19. Jahrhunderts wurde mit Wasserfärbungen eine Verbindung vom Lac Brenet und der unteren Orbequelle aufgezeigt. Ein Tauchversuch in das Höhlensystem blieb aber wegen mangelnder technischer Ausrüstung erfolglos. Erst 1961 gelang es drei Tauchern (Michel Gallet, Jean-Claude Protta Protta und Alain Sauty) innerhalb fünf Tauchgängen 140 Meter tief das Höhlensystem zu erforschen. 1964 entdeckten zwei weitere Taucher eine trockene Galerie oberhalb des «Sees des Schweigens». Im Jahr 1966 waren durch die Forschungen eines weiteren dreiköpfigen Taucherteams bereits mehrere hundert Meter der trockenen Galerien entdeckt.
Vallorbe gründete einen Ausschuss, um die Arbeiten an der Grotte zu finanzieren und um einen künstlichen Eingang zu bohren, damit die Höhle zu Fuss betreten werden konnte. Am 6. April 1974 wurde die Höhle als touristische Attraktion in Vallorbe eröffnet. 1978 entdeckte die Schweizerische Gesellschaft für Höhlenforschung mehrere hundert Meter mit neuen Gängen in den trockenen Galerien. Ebenso konnte eine sehr genaue Topografie des Eingangssiphons erstellt werden und die «Galerie der Hoffnung» sowie der «Siphon der Verzweiflung» wurden entdeckt.
In den 1980er-Jahren folgten keine wichtigen Entdeckungen, dafür wurde die Höhle besser für Besucher erschlossen. 1983 wurde der höchste Punkt um 100 Meter stromaufwärts versetzt und ermöglichte so nun den Blick in den «Grossen Saal». 1986 verlängerte man den Eingang, um so direkt in die entfernteren Zonen der Grotte gelangen zu können. 1992 wurde die «Schatzkammer der Feen» eröffnet. Diese Schatzkammer wurde entworfen von Architekt B. Verdon und besteht aus vier künstlichen, verbundenen, kreisrunden Zellen, die an den Wänden dreieckige Schaukästen einer Mineraliensammlung beinhalten.

## Source de l’Orbe

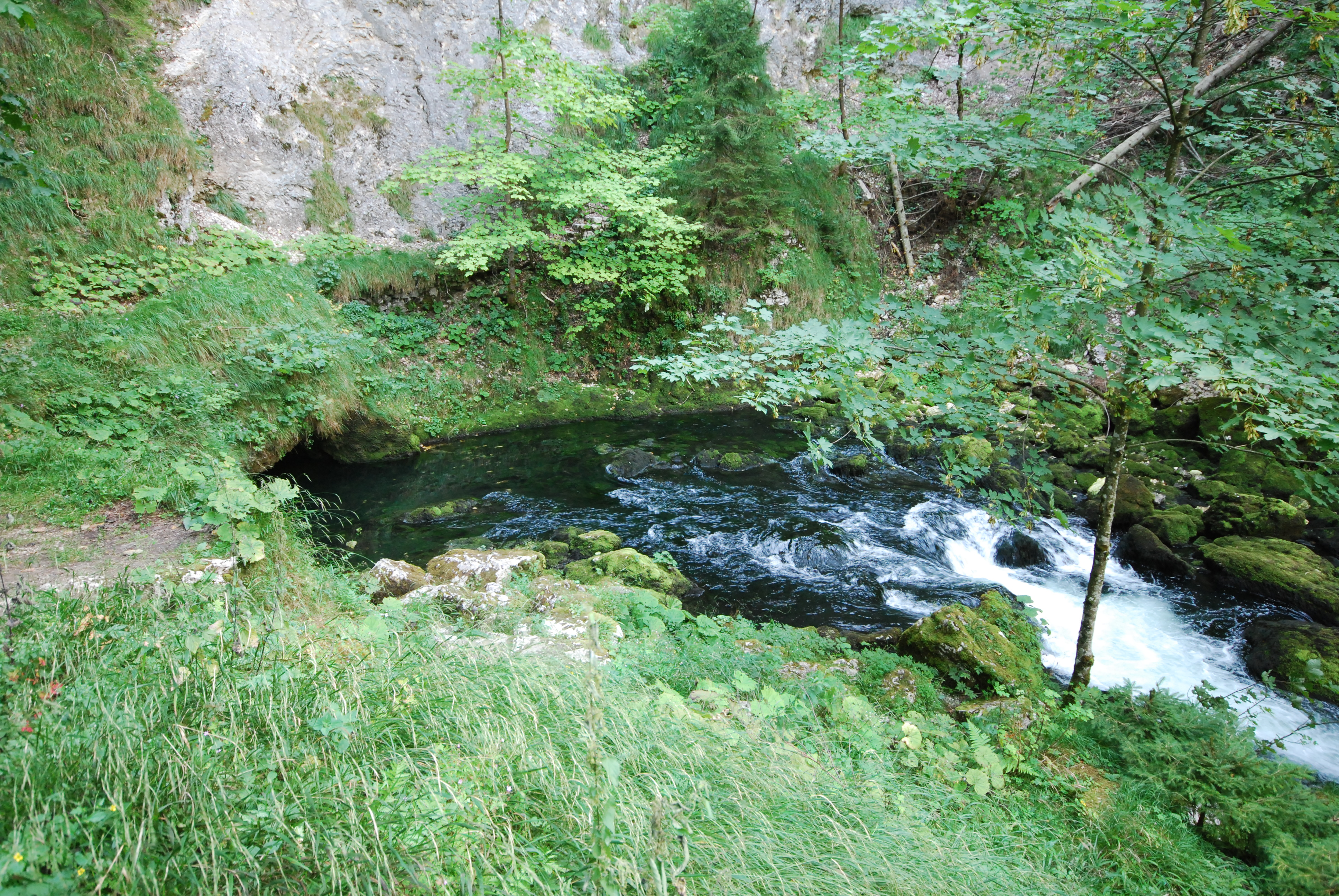
Source de l’Orbe

Die Source de l’Orbe (frz. für Orbequelle) ist die Karstquelle am Eingang der Grotten von Vallorbe. Hier entspringt die Orbe direkt aus einer Felswand. Die Schüttung der Source de l’Orbe schwankt zwischen 2 Kubikmetern pro Sekunde bei niedrigem Wasserstand und 80 Kubikmetern pro Sekunde bei Hochwasser.

## Sage
Dass die Grotte im Volksmund ebenfalls auch Grotte aux Fées («Feengrotte») heisst, wie die gleichnamige Höhle bei Saint-Maurice im Wallis, rührt von einer Sage her. Gemäss der Sage befand sich unter den Vallorber Eisenarbeitern ein junger, starker und hübscher Mann namens Donat. Er war aber auch ein Angeber und ein Schwätzer. Die angeblich in der Grotte wohnenden grossen und schönen Feen zeigten sich ab und zu einzelnen Dorfbewohnern. Donat wollte die Feen besuchen und machte sich zur Grotte auf. Müde vom Aufstieg legte er sich aber auf ein Farnkrautbett und schlief ein. Als er aufwachte, sah er, wie ihm eine Fee die Hand reichte. Sie fragte Donat, ob er bei ihr bleiben wolle. Offenbar gefiel ihr Donat sehr, denn sie versprach, ihn ein Jahrhundert lang glücklich zu machen. Er soll jeden Tag eine Perle und ein Goldstück kriegen, solange er ihr verspreche, sie nicht in ihren Gemächern aufzusuchen. Donat nahm das Angebot an. Nach einigen Tagen glücklicher Zweisamkeit wollte er trotzdem aus Neugier in ihr Gemach vordringen, um zu sehen, was sie eigentlich vor ihm versteckte. Er fand sie schlafend vor und erblickte durch das leicht hochgezogene Kleid ihre hässlichen Krähenfüsse. In diesem Moment erwachte die Fee und trieb Donat hinfort und drohte ihm, das Geheimnis ihrer Füsse niemanden zu verraten, da sie ihn sonst bestrafen würde. Zurückgekehrt in die Schmiede des Dorfes erzählte er allen die Geschichte. Aber niemand im Dorf glaubte ihm. Um seine Geschichte zu beweisen, legte er den Dorfbewohnern die Perlen und Goldstücke vor und musste dann erbittert feststellen, dass sie in Wahrheit nur Herbstblätter und Wacholderbeeren waren. Gedemütigt verliess Donat das Dorf und wurde seit diesem Zeitpunkt nie mehr gesehen.

## Bildergalerie

Plan
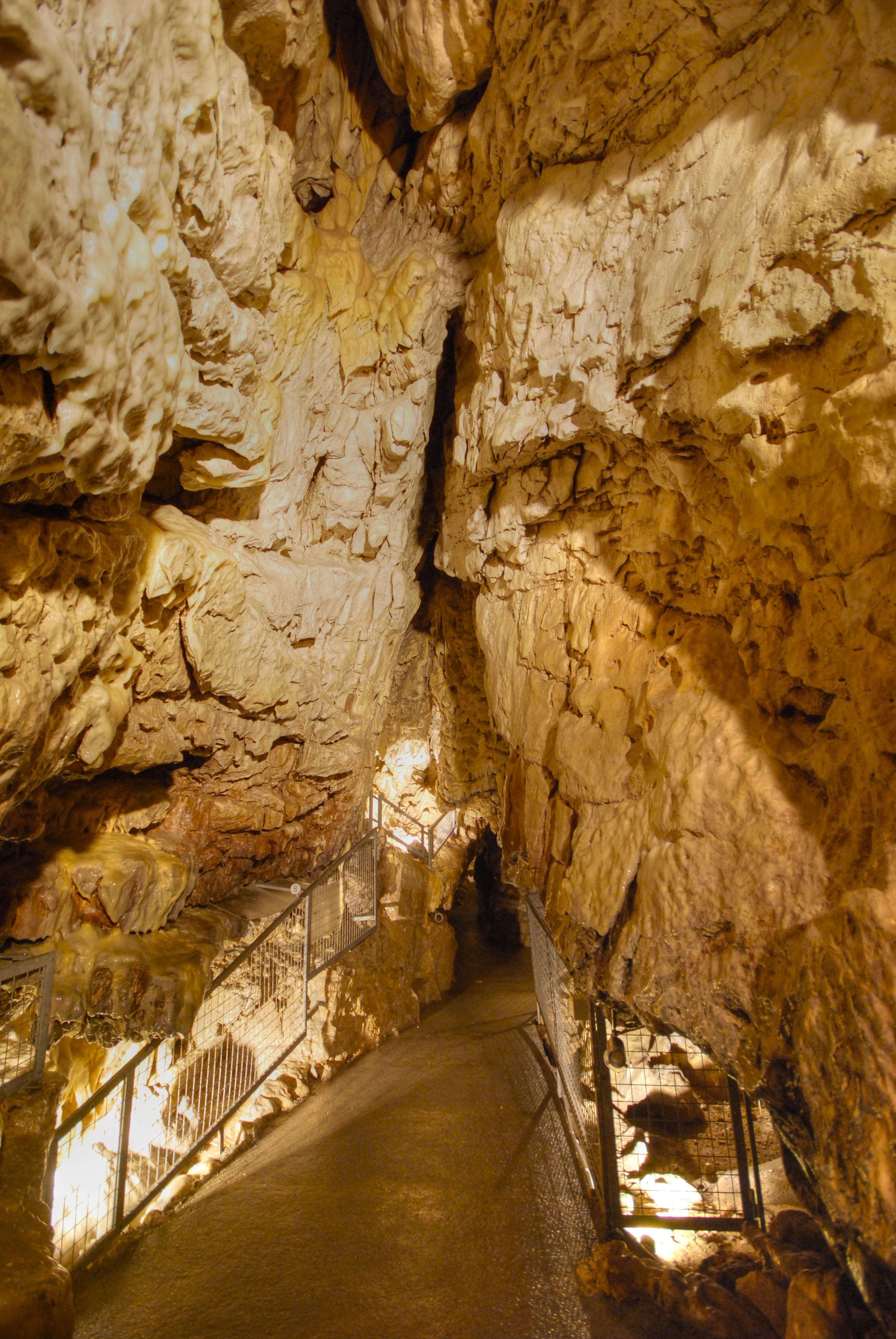
Fussweg in der Grotte
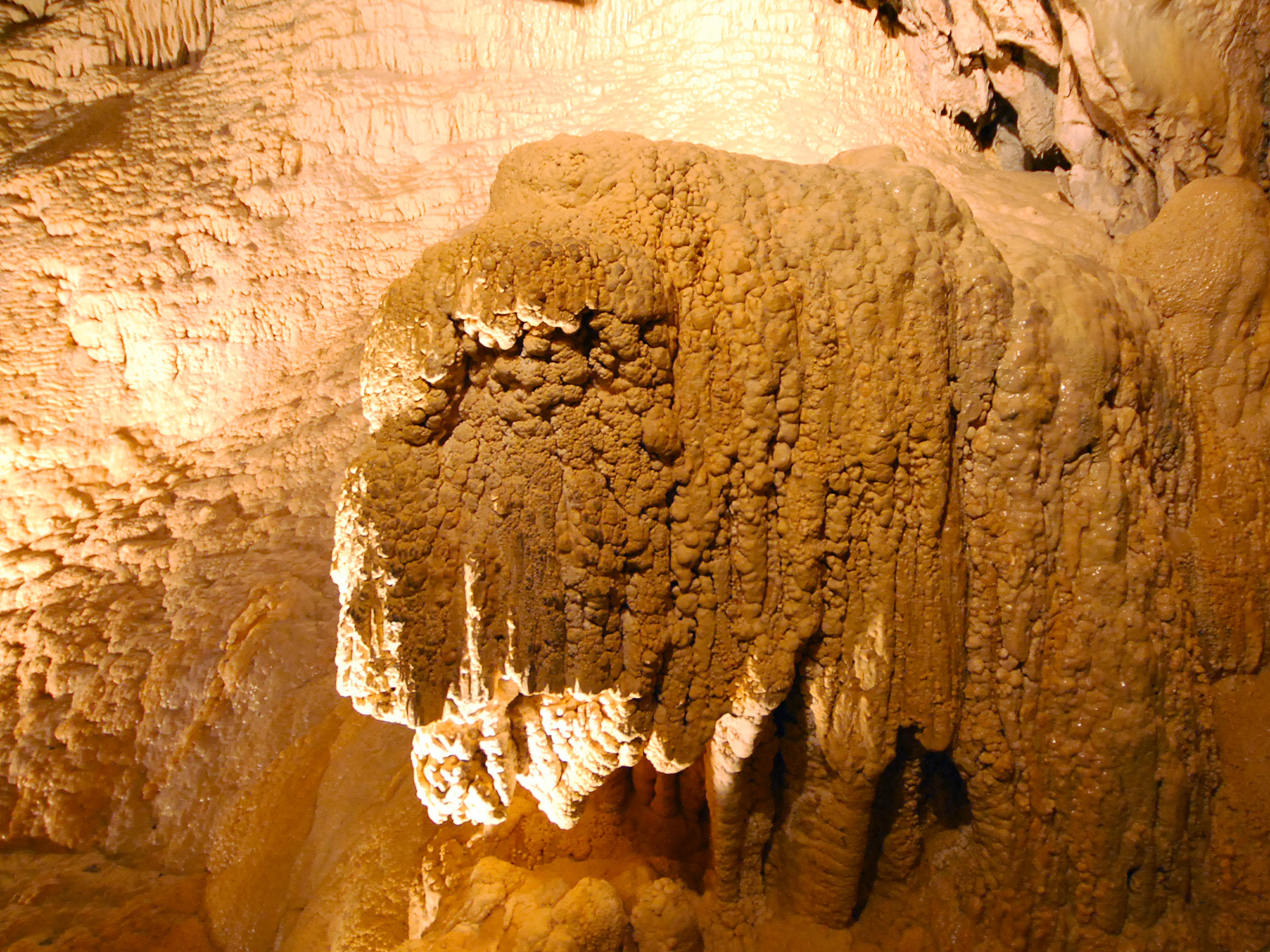
Der «Bison»
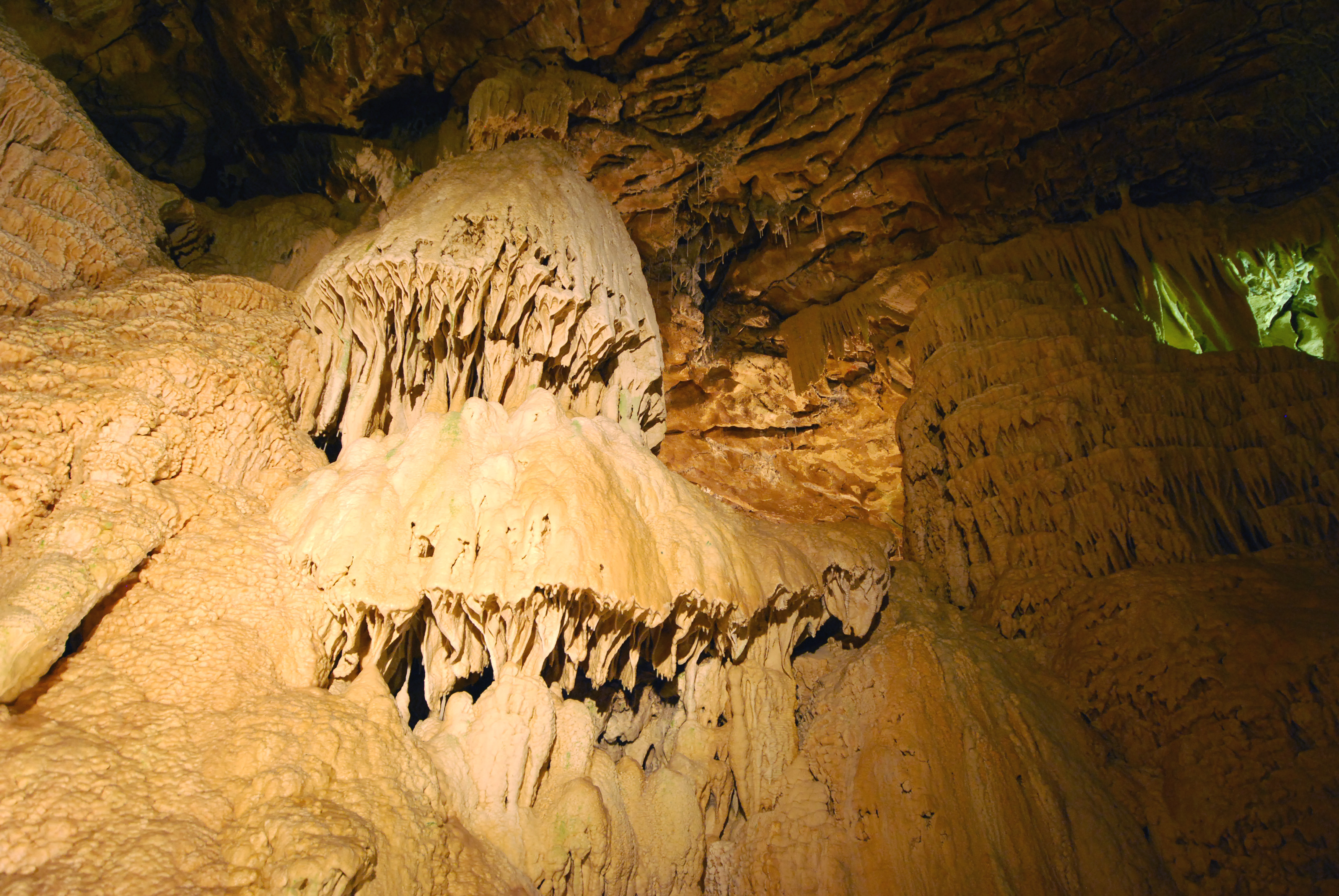
Der «Quallensaal»
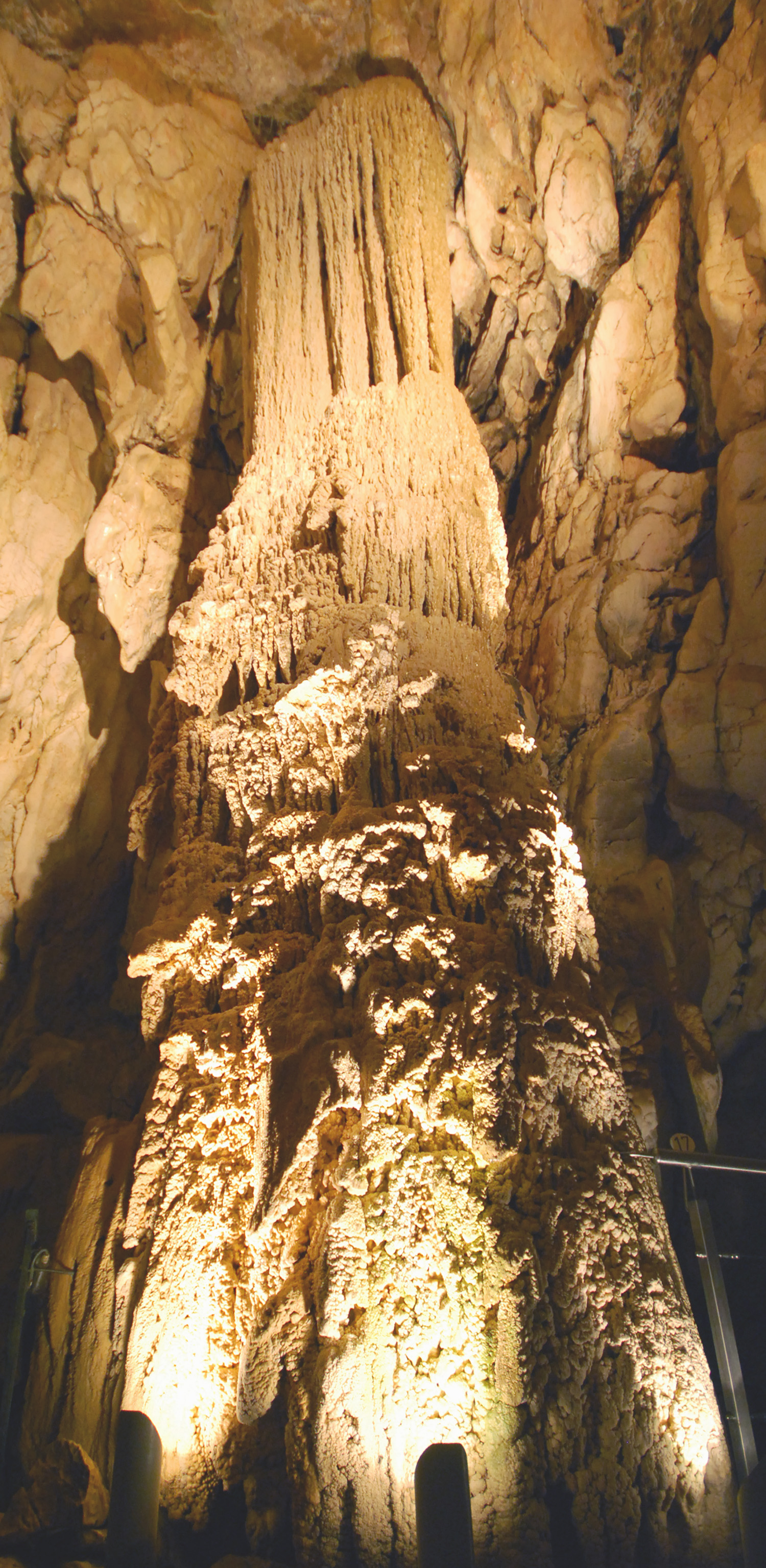
Die «Grosse Säule»
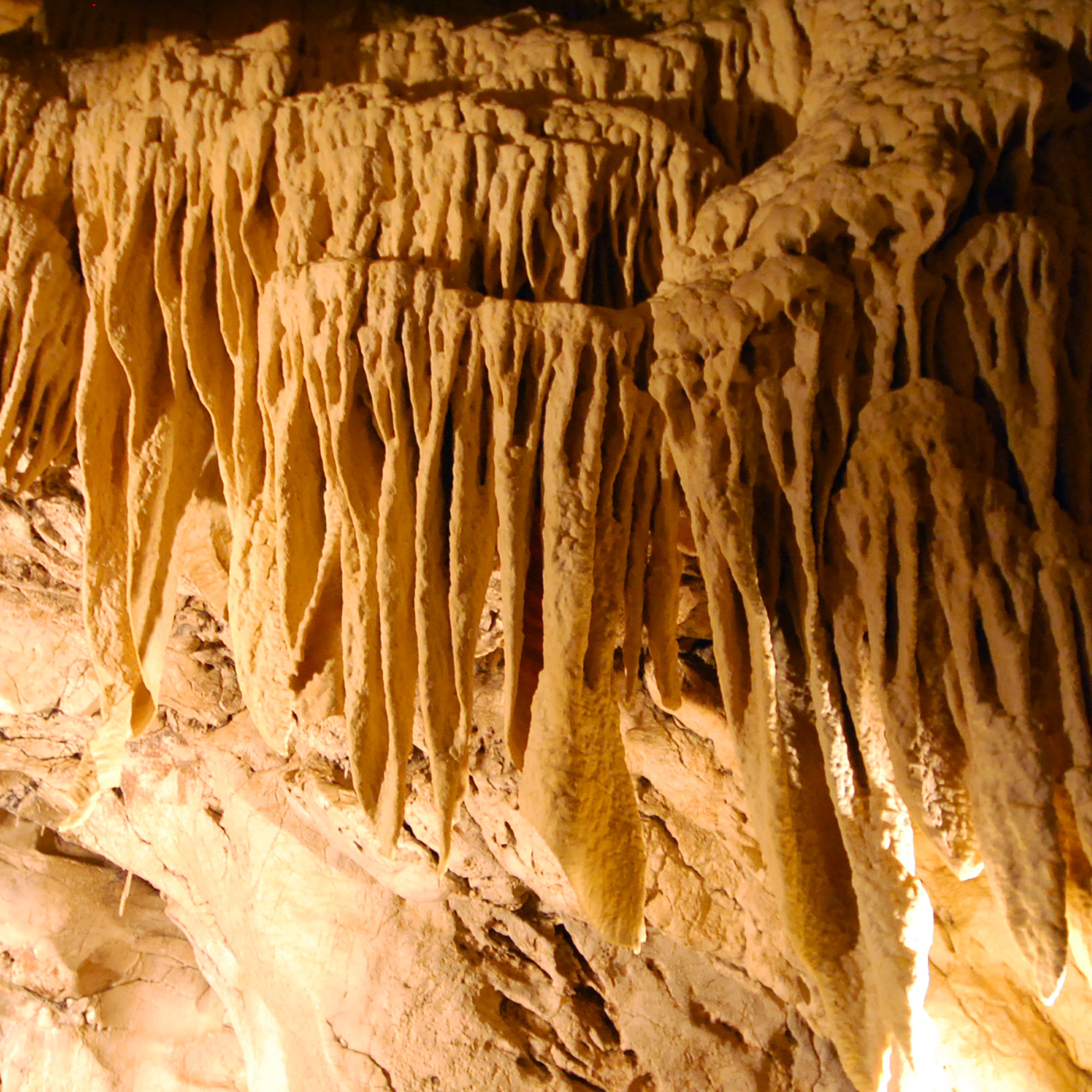
Ohrenstruktur
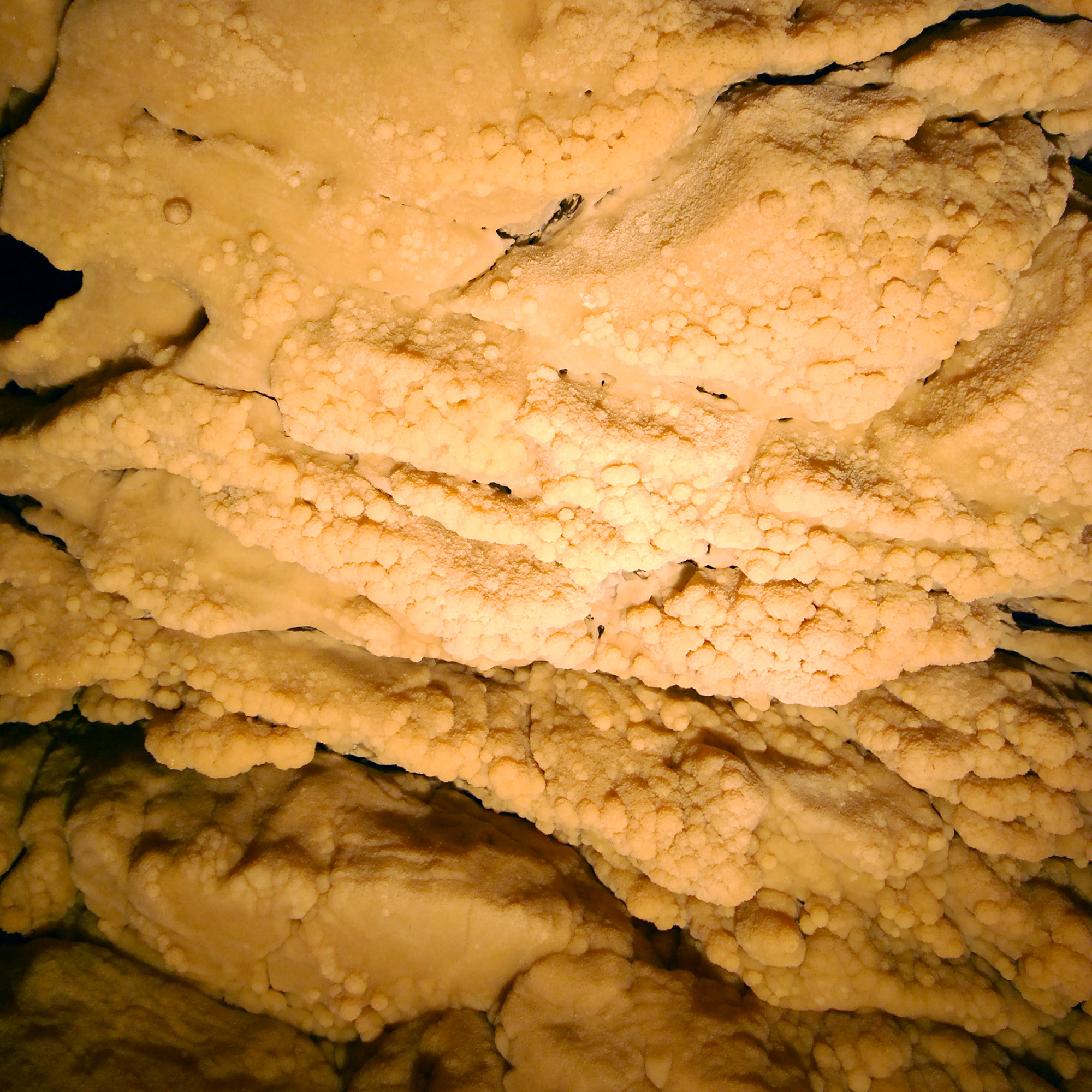
Blumenkohlstruktur
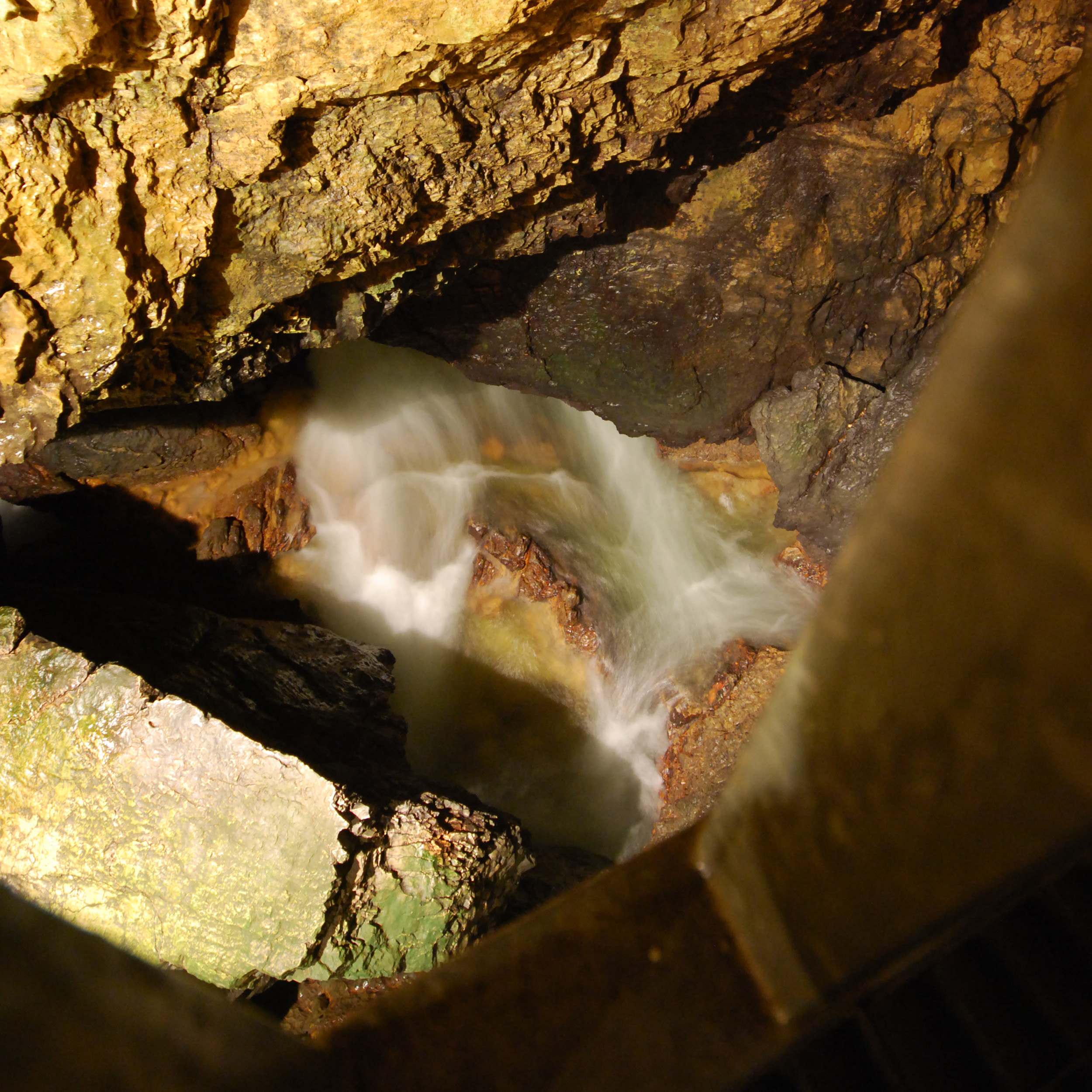
Unterirdischer Fluss (Orbe)